# Annabel Vernon
Annabel Morwenna Vernon, detta Annie (Truro, 1º settembre 1982), è un'ex canottiera britannica, vincitrice della medaglia d'argento nel quattro di coppia alle Olimpiadi di Pechino 2008.

## Biografia
Nata e cresciuta in Cornovaglia, ha fatto le scuole elementari alla St Minver e le scuole superiori alla Wadebridge School a Wadebridge. Ha cominciato canottaggio all'età di diciassette anni al Castle Dore Rowing Club a Golant, sotto consiglio di suo padre e di suo fratello maggiore.
Dal 2001 al 2004, mentre studiava storia al Downing College di Cambridge, ha remato per il Rob Roy Boat Club. Nel 2003 ha preso parte come atleta alla regata Oxford-Cambridge.
Successivamente, negli anni in cui ha studiato relazioni internazionali al King's College di Londra, ha remato per il Thames Rowing Club. Infine è passata al Marlow Rowing Club a Marlow.
Ha rappresentato la Gran Bretagna alle Olimpiadi del 2008 di Pechino, salendo sul quattro di coppia femminile, con il quale ha vinto la medaglia d'argento. È stata selezionata per l'otto femminile alle Olimpiadi del 2012 di Londra: l'equipaggio, raggiunta la finale, è arrivato quinto.
Abbandonata l'attività agonistica, nel 2013 è stata assistente allenatrice della squadra femminile di canottaggio di Cambridge. Oggi pratica la professione di oratrice nelle imprese.

## Palmarès
- Olimpiadi

Pechino 2008: argento nel 4 di coppia.
- Campionati del mondo di canottaggio

2007 - Monaco di Baviera: oro nel 4 di coppia.
2009 - Poznań: argento nel 2 di coppia.
2010 - Cambridge: oro nel 4 di coppia.